# دورة (هندسة رياضية)
الدورة هي وحدة لقياس الزوايا المستوية، وتعادل 360° درجة أو 2π راديان.
تستخدم الدورة عادة لقياس الزوايا الكبيرة مثل زاوية دوران الأجسام الدوارة.